# Santi Costanzo e Tommaso d’Aquino

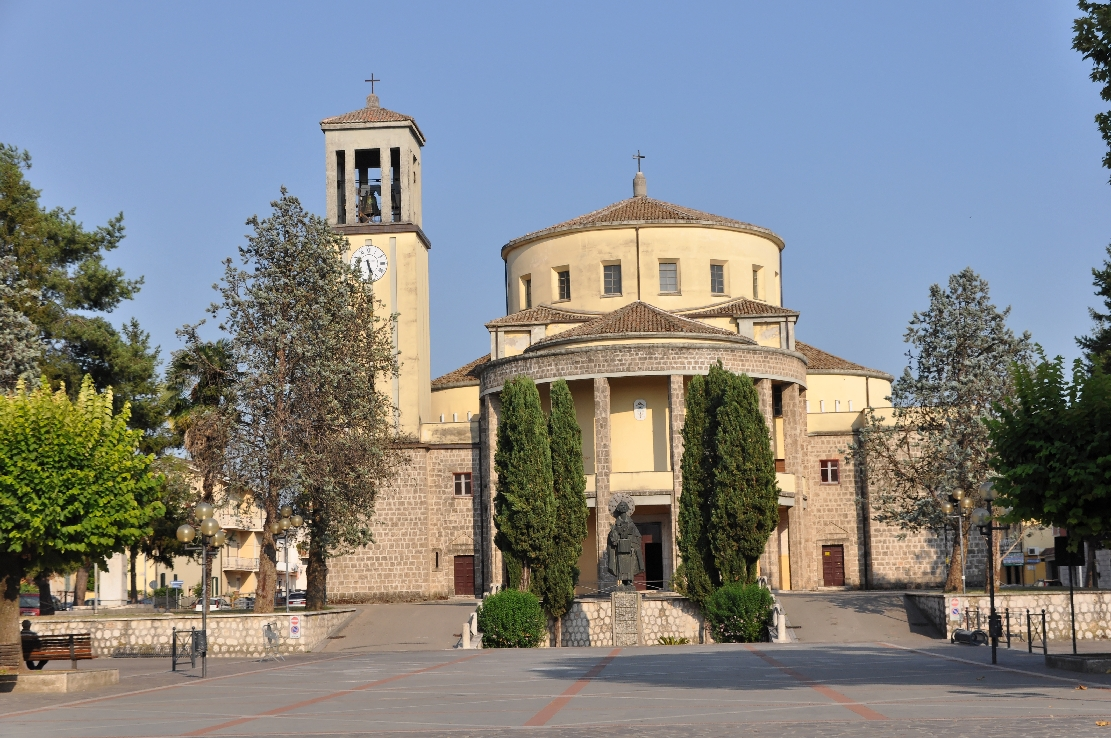
Kathedrale von Aquino

Santi Costanzo e Tommaso d’Aquino ist eine römisch-katholische Kirche in Aquino in der italienischen Region Latium. Die Konkathedrale des Bistums Sora-Cassino-Aquino-Pontecorvo trägt den Titel einer Basilica minor. Die frühere Kathedrale von Aquino wurde gegenüber der im Zweiten Weltkrieg zerstörten Vorgängerkirche in den 1950er Jahren errichtet.

## Geschichte
Von der ersten Kathedrale des antiken Bischofssitzes in Aquino wird erstmals im Jahre 1094 in einem Schenkungsakt an das Kloster Montecassino berichtet. Sie war dem Apostel Petrus geweiht, die Ursprünge dieses Gebäudes (um das 5. Jahrhundert) sind ungewiss. Nach der durch verschiedene Erdbeben beeinträchtigten Kirche Santa Maria della Libera wurde der Bischofssitz in die alte Benediktinerkirche San Costanzo verlegt, die bereits dem Schutzpatron der Stadt, dem Bischof Constantius von Aquin aus dem 6. Jahrhundert, gewidmet war. 1680 wurde schließlich beschlossen, neben der Burg von Aquino eine neue Kirche zu errichten, der Burgturm der Grafen von Aquino wurde zum Glockenturm. Sie wurde unter Bischof De Carolis im Barockstil errichtet und 1711 geweiht. Sie erhob sich im heutigen, der Unbefleckten Empfängnis gewidmeten Denkmal.
Während der Bombardierungen, denen die Stadt 1944 ausgesetzt war, wurde die Kathedrale San Costanzo schwer und irreparabel beschädigt, Erdrutsche machten einen Wiederaufbau unmöglich. Nach dem Krieg wurde sie auf der gegenüberliegenden Seite des Platzes neu errichtet, die Grundsteinlegung erfolgte 1954 mit der Widmung an Constantius und Thomas von Aquin. Der Bau wurden vom Architekten Breccia-Fratadocchi bis 1959 ausgeführt und die Kirche wurde am 27. Oktober 1963 vom Bischof von Aquino, Sora und Pontecarvo, Biagio Musto, feierlich geweiht.
Am 17. Januar 1974 wurde die Kirche von Papst Paul VI., der die Kirche im selben Jahr besuchte, in den Rang einer Basilika minor erhoben. Sie wurde in dem Jahr aus Anlass des 700. Geburtstages von Thomas von Aquin mit neuen Kunstwerken und der Orgel ausgestattet. Mit der Neustrukturierung der italienischen Diözesen wurde die Kirche 1986 zur Konkathedrale.

## Architektur
Die Kirche wurde auf dem Grundriss eines griechischen Kreuzes mit Apsidenarmen errichtet. Im linken Arm befindet sich das Taufbecken, im rechten der Tabernakel mit dem Allerheiligsten. Zentral erhebt sich ein polygonales Tiburio mit einer großen Kuppel. Die Fassade hat im unteren Teil eine Halbkreis-Kolonnade, die aus quadratischen Quadern aus Tuff besteht und mit einer Galerie durchsetzt ist, die den Räumen im ersten Stock des Gebäudes entspricht. Unter Wahrung der Symmetrie sind an den Seiten des Gebäudes Räumlichkeiten wie die Sakristei, für die Seelsorge und Büros untergebracht.

## Ausstattung

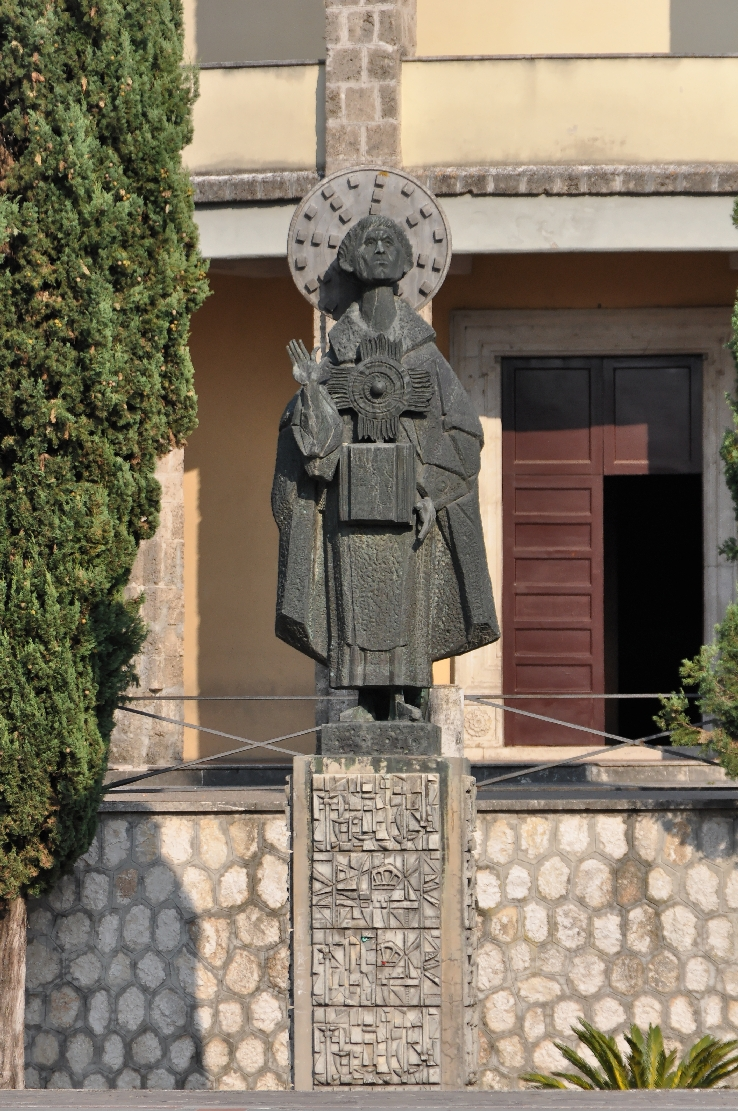
Statue des Thomas von Aquin

Die Apsiswand ist mit einem Mosaik von Carlo Mariani ausgestattet. Es zeigt den auferstandenen und zugleich gekreuzigten Christus mit den Titularheiligen. Die Kuppel wurde mit Buntglasfenster versehen die zusammen mit einer Eisenkrone wirken. Von 1974 stammen gleichfalls der Hochaltar und eine sieben Meter hohe, bronzene Thomasstele von Angelo Biancini vor dem Eingang.
In der Kirche befinden sich auch einige Reliquien des Heiligen Thomas, die von der Basilika Saint-Sernin in Toulouse gestiftet wurden, sowie die Reliquien des Bischofs Constantius.